# Свинарьов Віктор Володимирович
Свинарьов Віктор Володимирович (10 лютого 1953, Ахалкалакі) - український художник-живописець, графік. Доцент кафедри рисунка Національної академії образотворчого мистецтва і архітектури. Член НСХУ з 1989 року, доцент.. Заслужений діяч мистецтв України з 2017 р. Учасник багатьох вітчизняних та міжнародних художніх виставок.

## Життєпис
Народився 10 лютого 1953 у Ахалкалакі (Грузія).

### Освіта
- 1981 — Київський художній інститут. Педагоги з фаху — О. Лопухов, Л. Вітковський, В. Гурін (майстерні станкового живопису).
- Республіканська художня школа ім. Шевченка,
- Одеське державне художнє училище ім. Грекова.

Після закінчення залишився на педагогічну роботу на кафедрі рисунка, де працює понині.

### Творчий доробок
Працює в різних жанрах станкового живопису: тематична картина, портрет, пейзаж, натюрморт. Тематика картин різноманітна, об'єднана за циклами: роботи присвячені Збройним силам («В наряді. Прикордонники» (1984), «Прощання слов'янки» (1987), «У звільнені» (1989), «Недільний ранок» (1986); українську тематику складають картини «Прометей» (1989), «Легенда про Мазепу» (1992), «В головах ворон кряче…» (1993), «Їхав козак…», «Русалки» (1993), «Жертвам голодомору присвячується» (1993). Оголене жіноче тіло: у творах «Адам і Єва» (1992), «У майстерні» (1989), «Леда і Лебідь» (1993), «Оголена» (1994), «Адам і Єва» (1994). Поліптих «Пори року» написав 1993-го.
Роботи зберігаються  у фондах  Міністерства культури і мистецтв України, Національної спілки художників України, приватних колекціях України, Австрії, Голландії, Ізраїлю, Канади, США тощо.

### Виставки
З 1981 бере участь у виставках образотворчого мистецтва в Україні та за кордоном. Експонував твори на персональних виставках у Києві, Відні, Нью-Йорку.
- 2001— персональна виставка в галереї КОНСХУ «Галерея 36», на якій були представлені роботи: «Автопортрет з дружиною»; «Агнеса» (2000), "Портрет режисера Гусакої Н. М., поліптих «Метелики» (6 робіт); серія пейзажів.
- 2003 — персональна виставка в галереї КОНСХУ «Мистець», на якій представлені більше 30 портретів, серія пейзажів: «Сад влітку» (2003);   «Сонце сідає» (2003); «Хмари» (2003) та натюрморти.
- 2011 — персональна виставка у виставковому залі НАОМА, ппредставлено 50 рисунків-портретів професорів, співробітників і студентів академії створених у 2009—2011 роках та живописного полотна «Кафедра рисунка» (2011).

## Основні твори
- «Пейзаж» (1983),
- «Прощання слов'янки» (1987),
- «Прометей» (1989),
- «Легенда про Мазепу» (1992),
- «Автопортрет з дружиною» (2001).